# Железнодорожная линия Торжок — Соблаго
Железнодорожная линия Торжок — Соблаго пролегает по территории Торжокского, Кувшиновского, Селижаровского и Пеновского районов Тверской области. Протяжённость железнодорожной линии составляет 165 километров. По состоянию на 2008 год, линия относится к Московскому отделению Октябрьской железной дороги. Железнодорожная линия на всём протяжении однопутная, нигде не электрифицирована. С 2015 года отменен поезд дальнего следования «Москва-Осташков», а также, по состоянию на этот год, пригородный поезд «Осташков — Торжок» укорочен и следует от Осташкова до Кувшиново. Линия Торжок — Соблаго является одним из самых известных малодеятельных участков Российских железных дорог.

## История линии
История линии Торжок — Соблаго началась со строительства «Кувшиновского подъездного пути» (тупиковой линии Торжок — Кувшиново, протяжённостью 58 километров). Кувшиновский подъездной путь строился в первую очередь с целью обслуживания Каменской бумажной фабрики, расположенной в селе Каменное (Каменское) (нынешний город Кувшиново). Подъездной путь являлся частным, строился на средства владелицы фабрики Ю. М. Кувшиновой.
Временное движение на линии Торжок — Кувшиново открылось в 1911 году, в 1912 году линия была принята в постоянную эксплуатацию. В 1917 году был открыт участок Кувшиново — Селижарово (54 км). На момент открытия линия была частной, являлась продолжением Кувшиновского подъездного пути, после революции 1917 года была национализирована.
В 1928 году был открыт участок Селижарово — Соблаго протяжённостью 53 километра. Станция Соблаго находится на Бологое-Полоцкой железной дороге — таким образом, линия превратилась из тупиковой в транзитную. Планами того времени предполагалось, что станция Соблаго станет узлом пяти направлений (на Бологое, Великие Луки, Торжок, Новгород — Ленинград, Земцы — Смоленск), но в реальности осталась узлом трёх направлений.
Линия Торжок — Соблаго благодаря счастливому стечению обстоятельств долгое время оставалась в стороне от процессов реконструкции, которые привели к исчезновению на большинстве железных дорог общего пользования ручных стрелочных переводов, песчаного балласта и практически полному исчезновению семафоров.

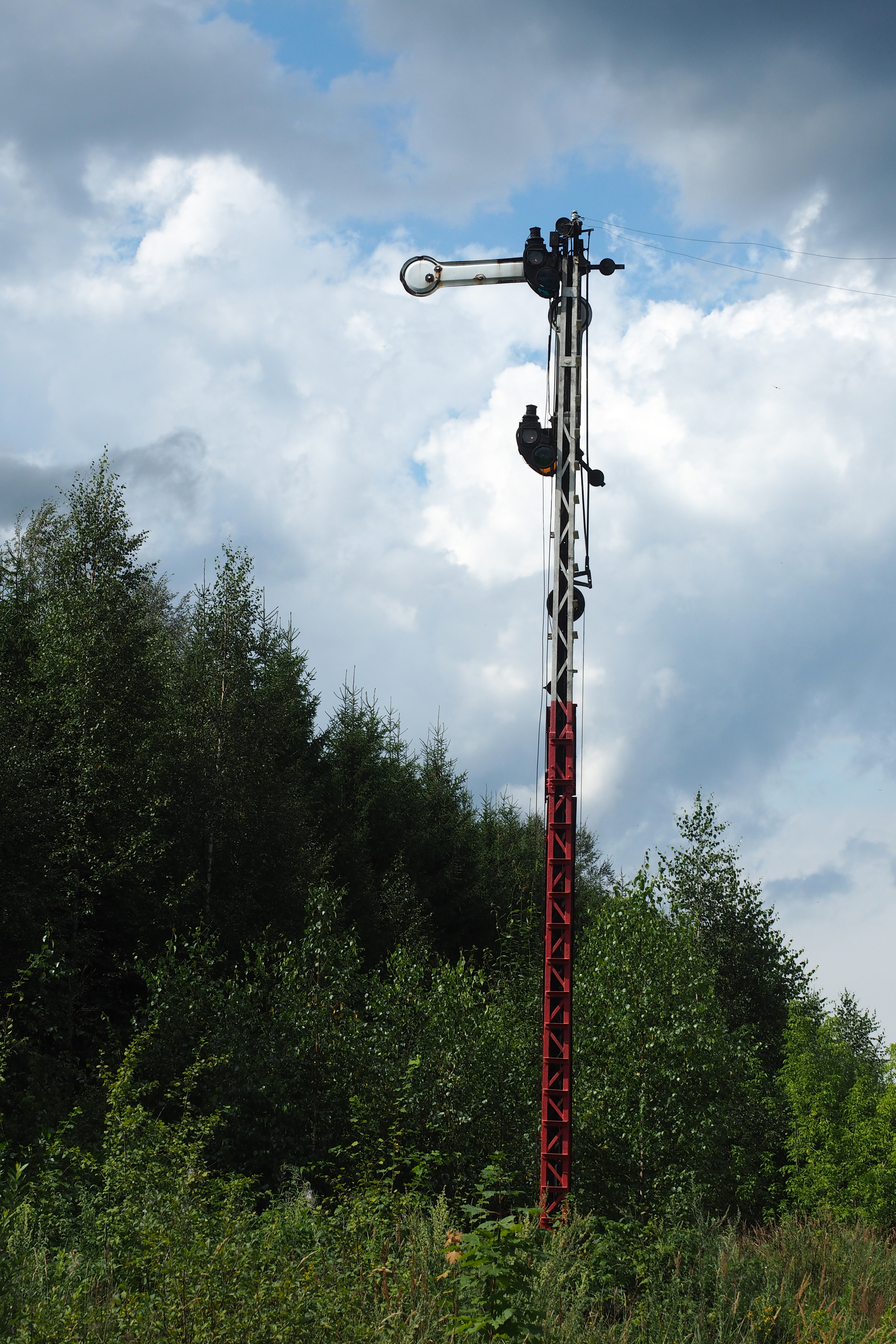
Семафор на станции Селижарово (2016)

По состоянию на 2008 год, песчаный балласт лежит практически на всём протяжении линии, семафоры остались на трёх станциях (Ранцево, Селижарово и Скакулино), ручные стрелочные переводы остались на всех станциях, кроме станций Торжок и Торжок-Южный.
Линия периодически используется для ретротуров на паровой тяге, для съёмки фильмов, сюжет которых охватывает давно минувшую эпоху, когда семафоры и паровозы являлись обыденностью. Ранее линия находилась в состоянии «ретро-участка» только из-за того, что не доходила очередь её реконструкции, в последнее время её сохранение в таком виде следует признать заслугой Всероссийского общества любителей железных дорог. Однако формального статуса музейной линии участок Торжок — Соблаго не имеет.
С октября 2008 года по май 2009 года в связи с ремонтом пути был закрыт перегон Торжок — Торжок-Южный. В это время поезд сообщением Москва — Осташков следовал изменённым маршрутом через Бологое, а грузопассажирский поезд Осташков — Торжок курсировал в сообщении Осташков — Торжок-Южный.

## Описание линии
Начало линии — от узловой станции Торжок.
На протяжении первых пяти километров железнодорожная линия Торжок — Соблаго пролегает рядом с железнодорожной линией Торжок — Ржев, на одной насыпи. Линия Торжок — Ржев пропускает значительно большее число поездов, чем линия Торжок — Соблаго (до середины 1990-х годов среди них были и скорые поезда из Ленинграда в Крым). Различия двух параллельных путей видны «невооружённым глазом»: линия на Соблаго имеет деревянные шпалы и песчаный балласт, линия на Ржев — железобетонные шпалы и щебёночный балласт.
После двух параллельных мостов через реку Тверцу железнодорожные линии расходятся. Путевого развития в этом месте нет.
На 7-м километре от Торжка находится Торжок-Южный — единственная на линии станция, оборудованная электрической централизацией стрелок и сигналов. Станция построена для обслуживания промышленных предприятий в южной части города Торжка, отсюда отходит подъездной путь в промзону, длиной около 2 километров.
На бывшей станции Скрипково (12 км) до 1990-х годов велась погрузка торфа, узкоколейная железная дорога соединяла станцию с посёлком Красный Торфяник (центр Дмитровского торфопредприятия) и торфоразработками. В 1930-х годах существовал подъездной путь широкой колеи Скрипково — Красный Торфяник.
Трясенка (21 км) — бывший разъезд. Сохранилась водонапорная башня.
Щербово (30 км) — Действующая станция. Сохранились стрелочные посты в восточной и западной горловинах, вокзал с мемориальной доской в память о погибших железнодорожниках.
Бакунино (38 км) — разъезд и действующий остановочный пункт.

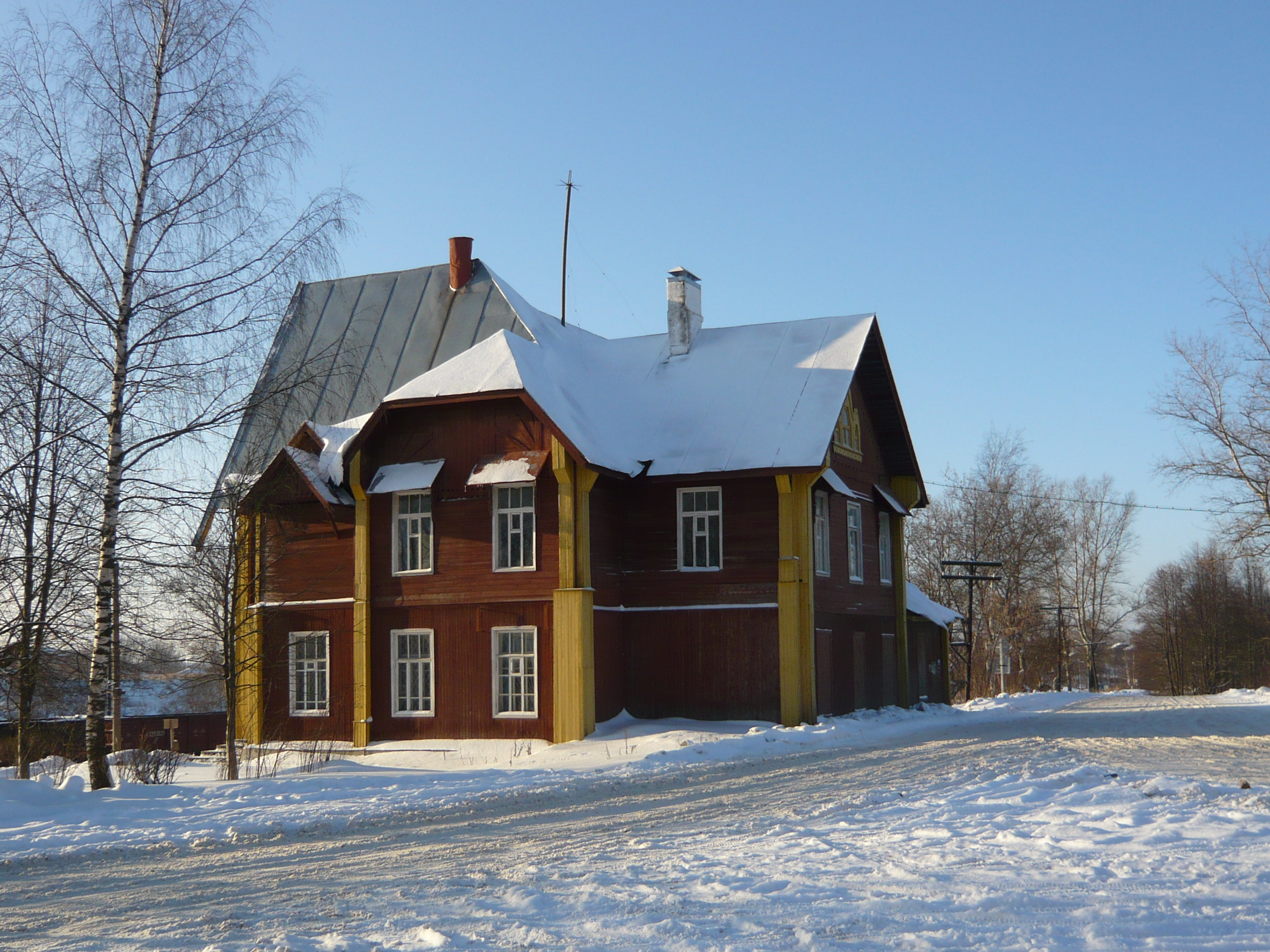
Вокзал на станции Кувшиново

Кувшиново (58 км) — крупная станция, расположена в одноимённом городе — центре Кувшиновского района. Станция принимает и отправляет грузы. Имеется крайне необычная для данной линии высокая платформа, деревянное здание вокзала дореволюционной постройки, выдающееся по своей архитектуре.

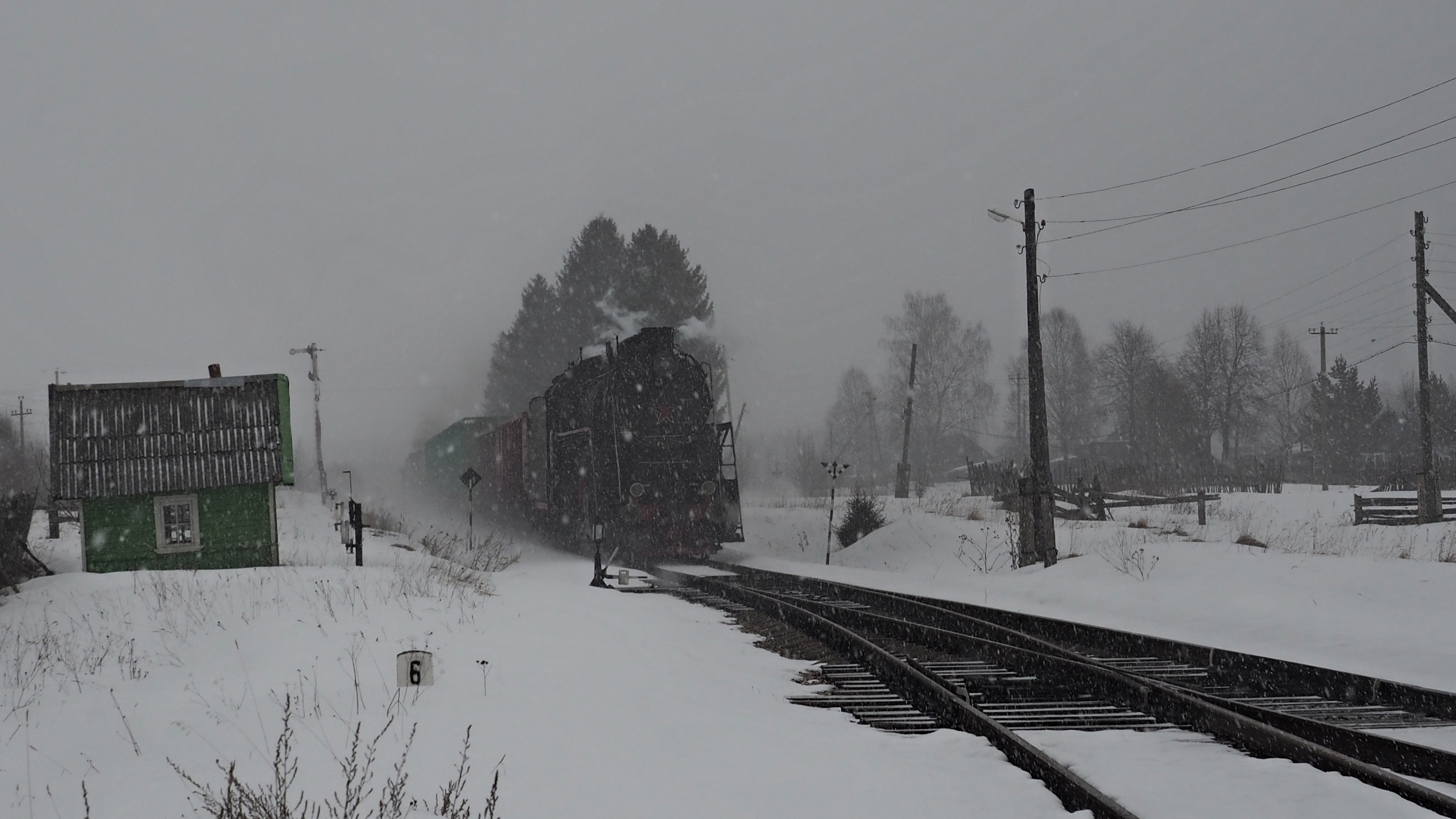
Обкатка паровоза на разъезде Ранцево, видны семафор и ручные стрелки (2016)

Ранцево (72 км) — действующая станция. Имеет два пути (ранее было три пути). Грузовой работы нет, фактически станция является разъездом. Первая станция с сохранившимися семафорами.
О.п. (пост) 76 км (формально относится к станции Ранцево) — остановочный пункт и стрелка, не обслуживаемая никаким постоянным персоналом. На стрелке отходит действующий короткий подъездной путь к нижнему складу Пылинского лесопункта Каменского леспромхоза (посёлок Сокольники).
Западнее находятся ещё две действующие станции: Селижарово и Скакулино. На этих станциях сохранились семафоры.
Конечный пункт линии — узловая станция Соблаго, расположенная на Бологое-Полоцкой линии.

## Движение по линии
По состоянию на 2019 год, на линии действовал единственный пассажирский поезд Кувшиново — Осташков. Поезд дальнего следования Москва — Осташков отменён в 2015 году, а пригородный поезд Осташков — Торжок укорочен до Кувшиново в 2018 году.